# Literatura feminista
A literatura feminista é a escrita literária que marca a presença das mulheres como autoras, protagonistas e artistas, assim como se baseia na reivindicação de direitos, deveres, emancipação, (des)construção e liberdade. Isso se dá pelo fato das mulheres serem privadas de ocupar campos de produção cultural como: teatro, música, cinema, literatura etc. Entretanto, por volta dos anos de 1970, quando as mulheres reivindicam seus direitos nesses espaços de trabalho e lazer, surge, então, uma efervescência de escritoras que passam a colocar as problemáticas da sociedade nas belezas da literatura, a fim de questionar um lugar que não era dado. Por isso ela diverge em pontos com a  literatura feminina .

## Historicidade
A literatura feminista foi, durante muito tempo, desconsiderada pelo fato do patriarcado considerar a inferioridade da mulher para com os homens, ainda mais no espaço artístico. Assim, a literatura feminista teve sua concretude de reconhecimento depois da quarta onda do feminismo, pois as mulheres passaram a trazer temas e problematizações que sempre foram silenciadas pelo contexto histórico, social e cultural. Fora que, as lutas travadas pelos movimentos feministas começaram a ter mais insistência no espaço fora do lar e isso contribuiu para que essas vozes fossem ouvidas.  Isto não quer dizer que antes não tínhamos mulheres escritoras, mas que, na verdade, suas produções eram colocadas à margem da sociedade, ou seja, excluídas das escritas literárias e ignoradas pela critica literária.  Desse modo, desde muitas décadas já havia diversas escritoras, mas por culpa das repreções sofridas nunca eram viabilizadas. 
[...] A literatura dramática de autoria feminina ganha os palcos apenas na segunda metade do século XX, o que não significa afirmar que as mulheres durante esse período não escrevessem. Foi durante o século XIX que os periódicos, tanto dirigidos por homens como por mulheres contaram com a presença maior dessa literatura. De forma que se torna quase impossível estudar a literatura produzida pelas mulheres no século XIX sem se fazer um levantamento do que havia sido lançado durante aquela época. (Candido, 2017). 
Portanto, a literatura feminista, no viés contemporâneo, é a escrita de mulheres, sobre mulheres e para mulheres que utilizam da arte como forma de arte, denuncia e resistência. Além de fazer com que os pontos de pauta dos movimentos feministas e da teoria feminista foram (re)locadas para a literatura e pudessem, dessa forma, buscar mudança social no que diz respeito ao patriarcado, machismo, sexismo e misógnia. Reafirmando, é claro, o lugar que sempre tiveram e por esses motivos elencados foi retirado. 